# Holothrix randii
Holothrix randii är en orkidéart som beskrevs av Alfred Barton Rendle. Holothrix randii ingår i släktet Holothrix och familjen orkidéer. Inga underarter finns listade i Catalogue of Life.